# Prešov
Prešov (/ˈpreʃoʊ/ⓘ en húngaro: Eperjes, en alemán: Eperies, en polaco: Preszów, en rusino, Пряшів / Пряшyв, en romaní: Peryeshis) es una ciudad del este de Eslovaquia. Es la cabecera de la región de Prešov. Con una población a final del año 2024 de 81 702 habitantes, es la tercera ciudad del país. Tiene cuatro regiones catastrales: Prešov, Šalgovík, Solivar y Nižná Šebastová.

## Ubicación
Prešov está ubicada en el valle donde confluyen los ríos Torysa y Sekčov. Le rodean las montañas Slanské al este y la meseta Šarišská al oeste. En la ciudad se entrecruzan las carreteras: I/18 (Prešov-Michalovce), I/68 (dirección a Stará Ľubovňa), I/20 (dirección a Košice), y se construye la conexión con la autopista D1(Poprad-Košice). Por Prešov pasa la vía del ferrocarril Košice-Muszyna, a la cual se unen las vías a Humenne y Bardejov. Košice se encuentra a 36 km al sur, Poprad a 75 km al oeste, Bardejov a 41 km al norte y Vranov nad Topľou a 46 km al este.

## Características
La ciudad es una muestra de las arquitecturas barroca, rococó y gótica. En el centro histórico, la calle principal está jalonada de iglesias y otros edificios construidos sobre la base de dichos estilos. Sin embargo, en los suburbios, la influencia de la Unión Soviética es bastante evidente debido a la gran cantidad de edificios de concreto para departamentos (los panelák) de Sídliská (casas del estado) y del distrito Sekčov. Otras arquitecturas del estilo soviético pueden ser vistas en los edificios gubernamentales cerca del centro de la ciudad.
Un significativo número de industrias en Prešov está conformado por compañías de ingeniería eléctrica y mecánica, así como por industrias textiles. Solivary, la única compañía de procesamiento de sal en Eslovaquia, también opera en la ciudad. La ciudad también es centro de un arzobispado ortodoxo.
Es un centro cultural donde se celebran conciertos, operas, operetas y diversas presentaciones, que tienen lugar en la nueva construcción del teatro Jonáš Záborský (Divadlo Jonáša Záborského).
La ciudad y la región compitieron para ser la Capital Europea de la Cultura en 2013, pero la ciudad elegida fue Košice.

## Demografía
| Año        | 1994   | 2004    | 2014    | 2024    |
| ---------- | ------ | ------- | ------- | ------- |
| Población  | 92 013 | 91 767  | 90 187  | 81 702  |
| Diferencia |        | −0,26 % | −1,72 % | −9,40 % |

| Año        | 2023   | 2024    |
| ---------- | ------ | ------- |
| Población  | 82 286 | 81 702  |
| Diferencia |        | −0,70 % |

## Ciudades hermanadas
- Nyíregyháza (Hungría)
- Navalmoral de la Mata (España)
- Jinamar (España)
- Nowy Sącz (Polonia)
- Mukacheve (Ucrania)
- Praga (República Checa)
- Remscheid (Alemania)
- Keratsini (Grecia)
- La Courneuve (Francia)
- Comune di Brugherio (Italia)
- Pittsburgh, Pensilvania (Estados Unidos)